# OK Tyr

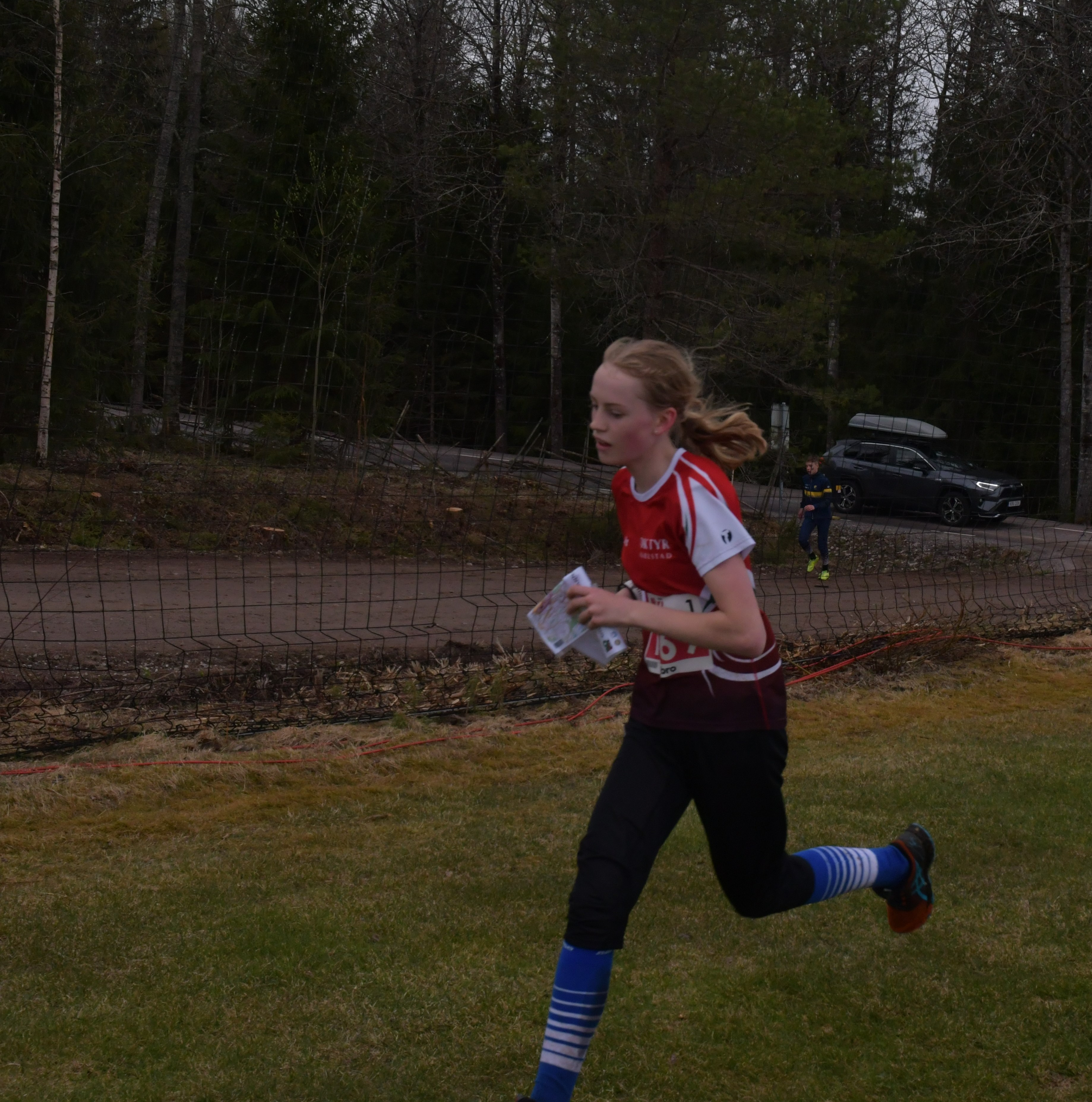
Izabella Ljungberg på väg mot mål på Tiomila 2022.

OK Tyr är en orienteringsklubb från Karlstad med cirka 950 medlemmar, grundad den 27 oktober 1936. OK Tyr har vunnit Tiomila 1989 och 1990 och har haft flera framgångsrika landslagslöpare, exempelvis Gösta Lundqvist, Ann-Charlott Ahlenius (Lotta Råberg), Bengt Levin, Håkan Eriksson, Steven Hale och Erik Forsgren.